# Raquel Corral
Pour les articles homonymes, voir Corral (homonymie).
Raquel Corral Aznar, née le 1er décembre 1980 à Madrid, est une nageuse synchronisée espagnole.

## Carrière
Aux Jeux olympiques de 2008 à Pékin, elle est médaillée d'argent par équipes avec Thais Henríquez, Andrea Fuentes, Alba María Cabello, Laura López, Gemma Mengual, Irina Rodríguez et Paola Tirados.